# Кумкишлак
Кумкишлак (узб. Qumqishloq / Қумқишлоқ) — посёлок городского типа, расположенный на территории Шахрисабзского района Кашкадарьинской области Республики Узбекистан.

Статус посёлка городского типа с 2009 года.
Действует школа № 15, мечеть.
Проходит автодорога 4Р79 «Карши-Шахрисабз».